# Gilles Lalay
Gilles Lalay, né le 21 mars 1962 à Peyrat-le-Château (Haute-Vienne)[réf. nécessaire] et mort le 7 janvier 1992 lors du rallye Dakar à Pointe-Noire, au Congo, est un pilote d'enduro français.

## Biographie
Pilote d'enduro figurant pendant une dizaine d'années parmi les meilleurs au monde, il dispute, en parallèle des enduros, des rallyes raids. Il remporte ainsi le rallye Paris-Dakar 1989 ainsi que trois rallyes de l'Atlas. À une époque où les motos européennes dominent les parcs et les palmarès mondiaux, il fait un choix différent et devient le premier Français à rouler sur une moto japonaise endurisée (Honda 250 CR).
En 1985, il s'engage au Concours International des Six Jours d'Enduro (ISDE) organisés en Espagne, en individuel car la France ne présente pas d'équipe. Il remporte la course au scratch, devenant le premier pilote français à réussir cet exploit.
Le 7 janvier 1992, lors de la quinzième étape du Rallye Dakar, alors qu'il avait pris la décision de disputer son dernier rallye Dakar en tant que motard pour se consacrer désormais aux quatre roues, il entre en collision avec une voiture de l'organisation du Paris-Le Cap sur une piste congolaise. Il est tué sur le coup.

## Gilles Lalay Classic
Gilles Lalay considérait que la discipline de l'enduro devenait de plus en plus facile, les difficultés étant de plus en plus réduites. Il avait ainsi le projet de créer une course dont le vainqueur serait, pour lui, « le dernier à rester sur sa bécane. ». Ce projet qu'il nommait « Dead Line », verra finalement le jour après sa mort sous le nom de « Gilles Lalay Classic ». La course était réputée comme la plus dure au monde.
Cette compétition, ouverte à deux cents enduristes, se déroule tout d'abord sous la forme d'un enduro de sélection de 200 km entre Limoges et Peyrat-le-Château, en Haute-Vienne. À l'issue de celle spéciale, seuls les cent premiers sont admis pour la deuxième partie qui se déroule dans l'après-midi. Débute alors une autre course autour du lac de Vassivière, une suite de côtes bien raides, de bourbiers insondables, de gués et de pierriers sans fin. L'arrivée se situe au sommet de la Côte du Corbeau Mort. Les pilotes y arrivent dans la nuit et sont aidés par les spectateurs, sans qui arriver en haut serait impossible. Le premier arrivé au sommet est déclaré vainqueur. Le classement est clos à minuit et en général, seule une poignée de concurrents franchissent la ligne. Ils étaient seulement quatre en 1996, par exemple.

## Palmarès

### Enduro
- Vainqueur des ISDE au scratch en 1985 (Espagne - Alp)
- Vainqueur des ISDE en Trophée (équipe de France) 1988 (France - Mende)
- Vice-champion d'Europe 83 (125 cm3) et 84 (250 cm3)
- 10 titres de Champion de France d'Enduro (de 1979 à 1990)
- ISDE : 10 participations aux ISDE, 9 médailles d'or et 1 abandon

- Au Trèfle lozérien: 
  - en 1986 : 1er
  - en 1987 : 4e
  - en 1988 : 2e
  - en 1989 : 3e

### Rallyes
- Vainqueur du Paris-Dakar 1989
- Vainqueur du rallye de l'Atlas 1986,1987 et 1989
- Vainqueur de la Djerba 500 en 1984
- 9 podiums